# تارا براي سميث
تارا براي سميث (بالإنجليزية: Tara Bray Smith)‏ هي كاتِبة أمريكية، ولدت في 1 سبتمبر 1970.